# جون كليفورد (بارون دي كليفورد التاسع)
جون كليفورد، بارون دي كليفورد التاسع (بالإنجليزية: John Clifford, 9th Baron de Clifford)‏ كان قائداً لجيش لانكاستر في حرب الوردتين والداعم القوي للملكة مارغريت أنجو زوجة الملك هنري السادس.